# Tilbert Dídac Stegmann
Pour les articles homonymes, voir Stegmann.

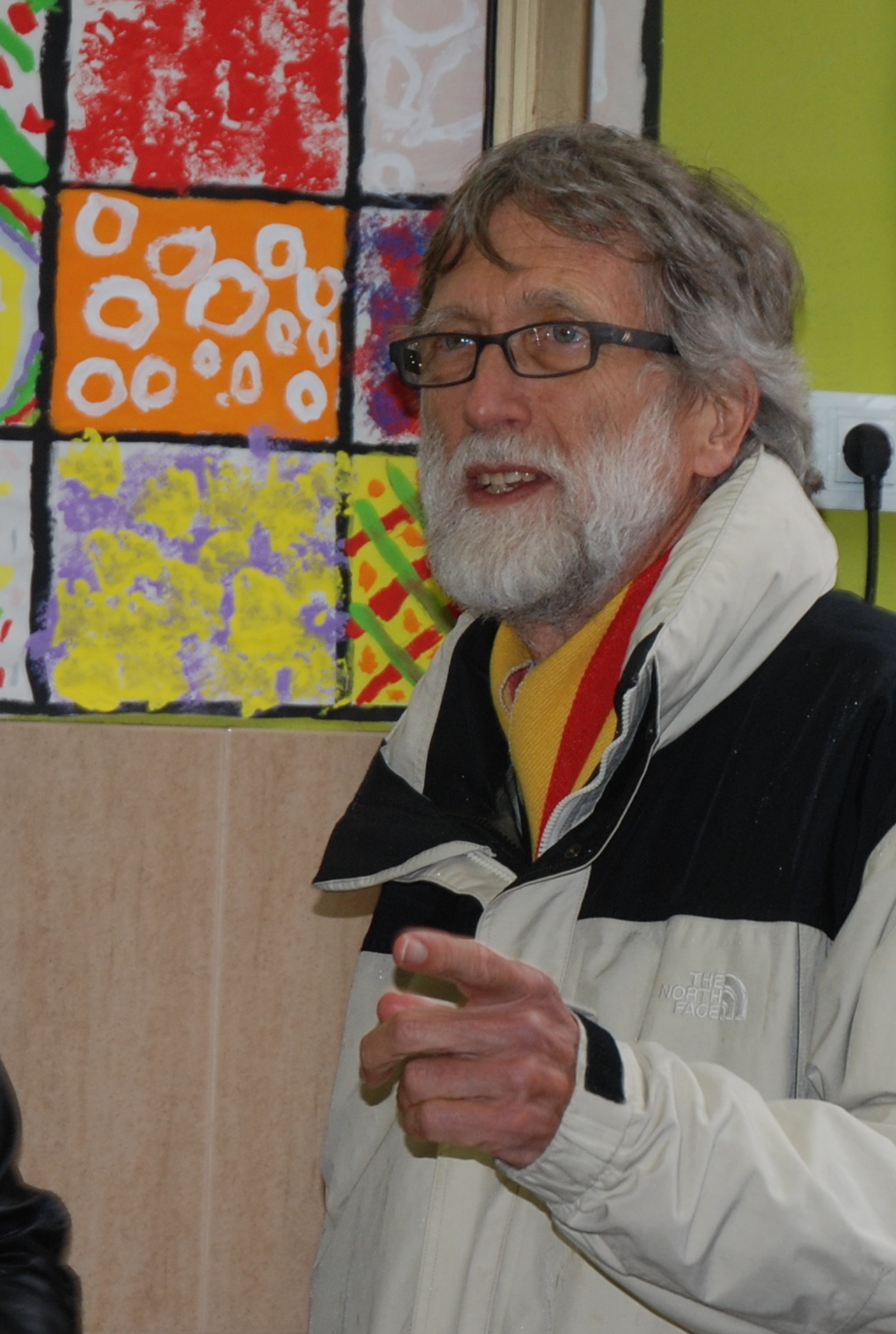
Le professeur Stegmann à Barcelona, comme "observateur international" lors de la consultation du 9N2014

Tilbert Dídac Stegmann (Barcelone, 1er septembre 1941) est professeur de philologie romane, professeur de littérature et catalanophile allemand.

## Biographie
Fils du directeur du Collège Allemand de Barcelone, il y habita jusqu'en 1951. "Il passe son enfance à Barcelone où il parle allemand et castillan, sans savoir  qu'il existe une langue catalane. Il commença à apprendre l'anglais à sept ans et le français à dix ans, âge qu'il avait quand il alla habiter en Allemagne avec ses parents  (…) Il revient à Barcelone (1969-1970) pour faire des recherches  à la Bibliothèque de Catalogne. C'est alors qu'il prend conscience de l'existence de la langue propre du pays et du fait catalan", selon l' IPECC. Il organisa les "Semaines catalanes" à Berlin en 1978 et à Karlsruhe en 1983, afin de faire connaître la culture catalane en Allemagne. Il devient professeur à l'université de Francfort-sur-le-Main, d'où, conjointement avec le professeur Horst G. Klein, il a lancé le projet EuroCom d'intercompréhension entre les langues d'Europe spécialement entre langues romanes, mais aussi entre langues germaniques. C'est le fondateur de la Bibliothèque Catalane de l'université Johann Wolfgang Goethe de Francfort-sur-le-Main  (1981)  qui possède, en 2020  plus de 37 000 volumes en langue catalane ou de thématique catalane,.
En 1983 il fonda la Deutsch-Katalanische Gesellschaft (Association Allemano-Catalane), qu'il présida entre 1983 et 1995 et dont il devint président d'honneur à partir de 1997, maintenant appelée Deutscher Katalanistenverband (Association Allemano-Catalane). Il fonda également la Zeitschrift für Katalanistik / Revista d'estudis catalans en 1988 et l'Oficina Catalana (Katalanisches Kulturbüro Francfort), active entre 1988 et 1995. Il a reçu les  décorations suivantes : le prix Isidre Bonsoms en 1972, la Creu de Sant Jordi en 1985, le prix Ciemen en 1990, le prix Mémorial Cendrós en 1991, le prix Batista i Roca en2005, le prix international Ramon Llull en 2006, le prix Pompeu Fabra pour la projection et la diffusion de la langue catalane en 2008, le prix Critique «Serra d'Or» de Catalanística en 2017 pour “Le plaisir de lire de la littérature catalane“ et le prix Ostana 2019 dans la catégorie prix spécial,,,.

## Œuvres
- Servir Catalunya des d'Alemanya (2018). 264 p. Pagès Editors.  (ISBN 978-84-1303-022-7).
- El plaer de llegir literatura catalana (2016). 287 p. Pagès editors.  (ISBN 978-84-9975-748-3).
- Ambaixador de Catalunya a Alemanya (2014). 2e édition, 2015, 201 p. Pagès Editors.  (ISBN 978-84-9975-497-0).
- Katalonien. Der diskrete Charme der kleinen Staaten (2014). Reihe: Catalanica Bd. 1, 90 p.  (ISBN 978-3-643-12629-0).
- Katalanisch express: savoir lire le catalan à l'instant profitant d'une langue-pont romane.(2007), amb S. Moranta.  (ISBN 978-3-8322-6266-2).
- Kataloniens Rückkehr nach Europa: Geschichte, Politik, Kultur und Wirtschaft (2007), 385 p., amb T. Eßer.  (ISBN 978-3-8258-0283-7).
- Diccionari alemany-català. 3e édition, 2006, 834 p., amb Ll. C. Batlle, G. Haensch, E. Kockers.
- Diccionari català-alemany. 2e édition, 2005, 1072 p., amb Ll. C. Batlle, G. Haensch, G. Woith.
- EuroComRom - Les sept tamis: lire les langues romanes dès le départ: Avec une introduction à la didactique de l'eurocompréhension avec Meissner, Franz J; Meissner, Claude et Klein, Horst G  (ISBN 3-8322-1221-3 et 978-3-8322-1221-6).
- Catalunya vista per un alemany (1988), 13e édition, 1996.
- Katalonien und die Katalanischen Länder (1992), guia, amb Inge Stegmann (ca). En catalan : Catalunya i els Països Catalans (1998).
- Vocabulari català-alemany de l'any 1502 / Katalanisch-Deutsches Vokabular aus dem Jahre 1502 (1991), facsímil, nouvelle édition de l'œuvre de Pere Barnils (ca).
- Ein Spiel von Spiegeln, antologia bilingüe de la poesia catalana del segle XX; illustrée per Antoni Tàpies (1987).
- Decàleg del catalanoparlant (1982).
- Diguem no - Sagen wir nein! Lieder aus Katalonien (1979), antologia bilingüe de la Nova Cançó.